# Карамоджа

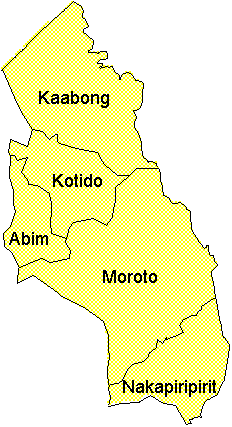

Карамоджа — название труднодоступного по причине бездорожья субрегиона на северо-востоке Уганды. В административном отношении регион объединяет семь округов Северной области Уганды: Абим, Амудат, Каабонг, Котидо, Морото, Накапирипирит, Напак. Общая площадь около 30 тыс. км². Карамоджа является местом компактного проживания нескольких нилотских народов. На языке одной из основных народностей карамоджонгов название «Карамоджа» переводится как «красная земля».